# Tephrodornis virgatus
L'averla boschereccia maggiore (Tephrodornis virgatus (Temminck, 1824)) è un uccello passeriforme della famiglia dei Vangidi.

## Distribuzione e habitat
La specie è diffusa  nel subcontinente indiano (Bangladesh, Bhutan, India, Nepal), nel sud-est asiatico (Brunei, Cambogia, Indonesia, Laos, Malaysia, Myanmar, Singapore, Thailandia e Vietnam) e nel sud della Cina.